# Thể thao điện tử tại Đại hội Thể thao châu Á 2022 - Liên Minh Huyền Thoại
Thể thao điện tử Liên Minh Huyền Thoại tại Đại hội Thể thao châu Á 2022 sẽ là một nội dung thi đấu tranh huy chương, được tranh tài từ ngày 25 tháng 09 năm 2023 đến ngày 29 tháng 09 năm 2023. Đây là lần thứ 2 Liên Minh Huyền Thoại là một nội dung thi đấu tranh huy chương trong một Sự kiện thể thao đa môn, lần đầu tiên là tại Đại hội Thể thao Đông Nam Á 2021 được tổ chức ở Hà Nội, Việt Nam. Tại kì Đại hội Thể thao châu Á 2018 diễn ra tại Indonesia, Thể thao điện tử và Liên Minh Huyền Thoại là nội dung biểu diễn.

## Các đội tham dự
| STT | Quốc kỳ                              | Đội tuyển                            |
| 1   | Ả Rập Xê Út                          | Ả Rập Xê Út                          |
| 2   | Ấn Độ                                | Ấn Độ                                |
| 3   | Các Tiểu vương quốc Ả Rập Thống nhất | Các tiểu Vương quốc Ả rập Thống nhất |
| 4   | Đài Bắc Trung Hoa                    | Đài Bắc Trung Hoa                    |
| 5   | Hàn Quốc                             | Hàn Quốc                             |
| 6   | Hồng Kông                            | Hồng Kông                            |
| 7   | Kazakhstan                           | Kazakhstan                           |
| 8   | Ma Cao                               | Ma Cao                               |
| 9   | Malaysia                             | Malaysia                             |
| 10  | Maldives                             | Maldives                             |
| 11  | Nhật Bản                             | Nhật Bản                             |
| 12  | Nhà nước Palestine                   | Palestine                            |
| 13  | Thái Lan                             | Thái Lan                             |
| 14  | Trung Quốc                           | Trung Quốc                           |
| 15  | Việt Nam                             | Việt Nam                             |

Các đội tuyển Bahrain, Jordan, Kuwait, Kyrgyzstan, Myanmar, Oman, Philippines, Qatar, Singapore và Sri Lanka đã xin rút lui khỏi giải đấu.
Đội tuyển Maldives không có tên trong danh sách sơ bộ hay tham gia giải đấu RDAG nhưng sau đó đã đăng ký tham gia.

## Danh sách tuyển thủ
| Ả Rập Xê Út \| Ấn Độ \| Các tiểu Vương quốc Ả rập Thống nhất \| Đài Bắc Trung Hoa \| Hàn Quốc \| Hồng Kông \| Kazakhstan \| Ma Cao \| Malaysia \| Maldives \| Nhật Bản \| Palestine \| Thái Lan \| Trung Quốc \| Việt Nam |

### Ả Rập Xê Út
| Vai trò         | Thi đấu chính |           | Dự bị     |
| Đường trên      | ALKHOWAITER   |           |           |
| Đi rừng         | WAZZAN        |           |           |
| Đường giữa      | ALMUBARAK     |           |           |
| Đường dưới      | ALSALEM       | ALJAUID   |           |
| Hỗ trợ          | ALBARRAK      |           |           |
|                 |               |           |           |
| Huấn luyện viên | Ömer Onay     | Ömer Onay | Ömer Onay |

### Ấn Độ
| Vai trò         | Thi đấu chính |     | Dự bị |
| Đường trên      | MALIK         |     |       |
| Đi rừng         | SHANDILYA     |     |       |
| Đường giữa      | SHENOY        |     |       |
| Đường dưới      | RANJAN        |     |       |
| Hỗ trợ          | TRIVEDI       |     |       |
|                 |               |     |       |
| Huấn luyện viên | Boc           | Boc | Boc   |

### Các tiểu Vương quốc Ả rập Thống nhất
| Vai trò    | Thi đấu chính |  | Dự bị |
| Đường trên | ALDHAHERI     |  |       |
| Đi rừng    | ALMANSOORI    |  |       |
| Đường giữa | ALMAZROOUEI   |  |       |
| Đường dưới | ALMENTHERI    |  |       |
| Hỗ trợ     | ALMATROOSHI   |  |       |

### Đài Bắc Trung Hoa
| Vai trò         | Thi đấu chính           |                        | Dự bị                 |
| Đường trên      | SU Chia-Hsiang (蘇嘉祥) | XU Shih-Chieh (徐士傑) |                       |
| Đi rừng         | HUNG Hao-Hsuan (洪浩軒) |                        |                       |
| Đường giữa      | CHU Chun-Lan (朱駿嵐)   |                        |                       |
| Đường dưới      | CHIU Tzu-Chuan (邱梓銓) |                        |                       |
| Hỗ trợ          | HU Shuo-Chieh (胡碩傑)  |                        |                       |
|                 |                         |                        |                       |
| Huấn luyện viên | Chen Ju-Chih (陳如治)   | Chen Ju-Chih (陳如治)  | Chen Ju-Chih (陳如治) |

### Hàn Quốc
| Vai trò         | Thi đấu chính                   |                              | Dự bị                   |
| Đường trên      | Choi "CHOI" Woo-Je (최우제)     |                              |                         |
| Đi rừng         | Seo "SEO" Jin-Hyeok (서진혁)    |                              |                         |
| Đường giữa      | Lee "LEElS" Sang-Hyeok (이상혁) | Jung "JUNG" Ji-Hoon (정지훈) |                         |
| Đường dưới      | Park "PARK" Jae-Hyuk (박재혁)   |                              |                         |
| Hỗ trợ          | Ryu "RYU" Min-Seok (류민석)     |                              |                         |
|                 |                                 |                              |                         |
| Huấn luyện viên | Kim Jeong-Gyun (김정균)         | Kim Jeong-Gyun (김정균)      | Kim Jeong-Gyun (김정균) |

### Hồng Kông
| Vai trò         | Thi đấu chính          |                        | Dự bị                  |
| Đường trên      | CHAU Shu-Tak (鄒樹德)  | MAK Fu-Keung (麥富強)  |                        |
| Đi rừng         | CHAN Chi-Yung (陈志勇) |                        |                        |
| Đường giữa      | LI Ka-Yuen (李家源)    |                        |                        |
| Đường dưới      | WONG Ka-Chun (王嘉駿)  |                        |                        |
| Hỗ trợ          | LING Kai-Wing (凌啟榮) |                        |                        |
|                 |                        |                        |                        |
| Huấn luyện viên | Wong Chun-Him (黃俊謙) | Wong Chun-Him (黃俊謙) | Wong Chun-Him (黃俊謙) |

### Kazakhstan
| Vai trò         | Thi đấu chính |             | Dự bị       |
| Đường trên      | KHOJAYEV      |             |             |
| Đi rừng         | ABISHEV       |             |             |
| Đường giữa      | CHOKUSHEV     |             |             |
| Đường dưới      | AKHMETOV      |             |             |
| Hỗ trợ          | ANUAR         |             |             |
|                 |               |             |             |
| Huấn luyện viên | Baidauletov   | Baidauletov | Baidauletov |

### Ma Cao
| Vai trò         | Thi đấu chính                       |                   | Dự bị             |
| Đường trên      | Sou "SOU" Ka-Fu (蘇嘉富)            |                   |                   |
| Đi rừng         | Yau "YAU" U-Son (姚宇信)            |                   |                   |
| Đường giữa      | Sit "SIT" Chong-Fai (薛仲輝)        |                   |                   |
| Đường dưới      | Yeung "YEUNGlHL" Hou-Leong (楊浩良) |                   |                   |
| Hỗ trợ          | Leung "LEUNGlSY" Sze-Yuen (梁思達)  |                   |                   |
|                 |                                     |                   |                   |
| Huấn luyện viên | Bernardo Carvalho                   | Bernardo Carvalho | Bernardo Carvalho |

### Malaysia
| Vai trò         | Thi đấu chính                |                              | Dự bị        |
| Đường trên      | Tam "TAM" See Kheing         |                              |              |
| Đi rừng         | Ang "ANG" Jing En (洪敬恩)   |                              |              |
| Đường giữa      | Lim LIMlWL Wei Lun           | Lee "LEElK" Kai Wen (李凯文) |              |
| Đường dưới      | Lim "LIMlYS" Yew Siang       |                              |              |
| Hỗ trợ          | Alvin ALVINLIM Lim Ming Sang |                              |              |
|                 |                              |                              |              |
| Huấn luyện viên | Ong Kar Kian                 | Ong Kar Kian                 | Ong Kar Kian |

### Maldives
| Vai trò         | Thi đấu chính |     | Dự bị |
| Đường trên      | AHZAM         |     |       |
| Đi rừng         | NAAHID        |     |       |
| Đường giữa      | AHMED         |     |       |
| Đường dưới      | ADAM          |     |       |
| Hỗ trợ          | MOHAMED       |     |       |
|                 |               |     |       |
| Huấn luyện viên | Ali           | Ali | Ali   |

### Nhật Bản
| Vai trò         | Thi đấu chính                 |                           | Dự bị                     |
| Đường trên      | Minato SHINOHARA (篠原 南斗)  | Fumiya AINO (合野 史哉)   |                           |
| Đi rừng         | Dai TAKAI (髙井 大)           |                           |                           |
| Đường giữa      | Norifumi YAMAZAKI (山崎 教史) |                           |                           |
| Đường dưới      | Yuta SUGIURA (杉浦 悠太)      |                           |                           |
| Hỗ trợ          | Ryosei TANIOKA (谷岡 亮征)    |                           |                           |
|                 |                               |                           |                           |
| Huấn luyện viên | Haruhiko Aoki (青木 春彦)     | Haruhiko Aoki (青木 春彦) | Haruhiko Aoki (青木 春彦) |

### Palestine
| Vai trò    | Thi đấu chính |  | Dự bị |
| Đường trên | ARAFAT        |  |       |
| Đi rừng    | FATAYER       |  |       |
| Đường giữa | AGHBAR        |  |       |
| Đường dưới | GHANAYEM      |  |       |
| Hỗ trợ     | SHAKHSHIR     |  |       |

### Thái Lan
| Vai trò         | Thi đấu chính |         | Dự bị   |
| Đường trên      | BOONTA        |         |         |
| Đi rừng         | NUTTHANON     |         |         |
| Đường giữa      | EYESONG       |         |         |
| Đường dưới      | SUKKAMART     |         |         |
| Hỗ trợ          | PALANAN       |         |         |
|                 |               |         |         |
| Huấn luyện viên | Changpu       | Changpu | Changpu |

### Trung Quốc
| Vai trò         | Thi đấu chính                  |                             | Dự bị          |
| Đường trên      | Chen "CHEN" Ze-Bin (陈泽彬)    |                             |                |
| Đi rừng         | Zhao "ZHAOlL" Li-Jie (赵礼杰)  | Peng "PENG" Li-Xun (彭立勋) |                |
| Đường giữa      | Zhuo "ZHUO" Ding (卓定)        |                             |                |
| Đường dưới      | Zhao "ZHAOlJ" Jia-Hao (赵嘉豪) |                             |                |
| Hỗ trợ          | Tian "TIAN" Ye (田野)          |                             |                |
|                 |                                |                             |                |
| Huấn luyện viên | Zhu Kai (朱开)                 | Zhu Kai (朱开)              | Zhu Kai (朱开) |

### Việt Nam
| Vai trò         | Thi đấu chính            |                   | Dự bị        |
| Đường trên      | Trần "TRANlDS" Duy Sang  |                   |              |
| Đi rừng         | Đỗ "DO" Duy Khánh        |                   |              |
| Đường giữa      | Đặng "DANG" Thanh Phê    | Lê "LE" Ngọc Vinh |              |
| Đường dưới      | Trần "TRANlQH" Quốc Hưng |                   |              |
| Hỗ trợ          | Trần "TRANlDH" Đức Hiếu  |                   |              |
|                 |                          |                   |              |
| Huấn luyện viên | Lê Quang Duy             | Lê Quang Duy      | Lê Quang Duy |

## Vòng bảng
11 đội tuyển sẽ được chia thành 4 bảng. Mỗi bảng A, B, C có 3 đội, riêng bảng D có 2 đội. 4 đội nhất bảng sẽ giành quyền vào vòng loại trực tiếp.
- Địa điểm: Trung tâm Thể thao Điện tử Hàng Châu, Hàng Châu, Chiết Giang, Trung Quốc
- Thời gian: 25 - 26/09, bắt đầu từ 08:00 (UTC+7).
- Phiên bản thi đấu : 13.12
- Thể thức thi đấu:
  - 4 bảng sẽ thi đấu vòng tròn tính điểm 1 lượt, tất cả các trận đấu đều là BO1 (Best Of One - Thắng trước 1 trận).
  - Nếu các đội có cùng hệ số Thắng-Thua và kết quả đối đầu, đội nào có chỉ số phụ tốt nhất sẽ đi tiếp vào vòng loại trực tiếp, các đội còn lại của bảng sẽ bị loại.
  - Đội đầu bảng sẽ đi tiếp vào vòng loại trực tiếp, các đội còn lại của bảng sẽ bị loại (áp dụng cho tất cả các bảng).

#### Bảng A
| A | Đội        | ID  |       | T     | B    | Tỉ lệ   |  | Kết quả |
| 1 | Hàn Quốc   | KOR | 2 - 0 | 2 - 0 | 100% | Tứ kết  |  |         |
| 2 | Hồng Kông  | HKG | 1 - 1 | 1 - 1 | 50%  | Bị loại |  |         |
| 3 | Kazakhstan | KAZ | 0 - 2 | 0 - 2 | 0%   | Bị loại |  |         |

| Thời gian | Thời gian | Đội xanh | vs | vs | Đội đỏ |
| --------- | --------- | -------- | -- | -- | ------ |
| 25/09     | 08:00     | KOR      | ✓  | ✗  | HKG    |
| 25/09     | 09:10     | KAZ      | ✗  | ✓  | HKG    |
| 25/09     | 10:20     | KAZ      | ✗  | ✓  | KOR    |

#### Bảng B
| B | Đội       | ID  |       | T     | B    | Tỉ lệ   |  | Kết quả |
| 1 | Việt Nam  | VIE | 2 - 0 | 2 - 0 | 100% | Tứ kết  |  |         |
| 2 | Nhật Bản  | JPN | 1 - 1 | 1 - 1 | 50%  | Bị loại |  |         |
| 3 | Palestine | PLE | 0 - 2 | 0 - 2 | 0%   | Bị loại |  |         |

| Thời gian | Thời gian | Đội xanh | vs | vs | Đội đỏ |
| --------- | --------- | -------- | -- | -- | ------ |
| 25/09     | 13:00     | JPN      | ✓  | ✗  | PLE    |
| 25/09     | 14:10     | JPN      | ✗  | ✓  | VIE    |
| 25/09     | 15:10     | PLE      | ✗  | ✓  | VIE    |

#### Bảng C
| C | Đội                                  | ID  |       | T     | B    | Tỉ lệ   |  | Kết quả |
| 1 | Đài Bắc Trung Hoa                    | TPE | 2 - 0 | 2 - 0 | 100% | Tứ kết  |  |         |
| 2 | Các Tiểu vương quốc Ả Rập thống nhất | UAE | 1 - 1 | 1 - 1 | 50%  | Bị loại |  |         |
| 3 | Maldives                             | MDV | 0 - 2 | 0 - 2 | 0%   | Bị loại |  |         |

| Thời gian | Thời gian | Đội xanh | vs | vs | Đội đỏ |
| --------- | --------- | -------- | -- | -- | ------ |
| 26/09     | 08:00     | UAE      | ✗  | ✓  | TPE    |
| 26/09     | 09:10     | UAE      | ✓  | ✗  | MDV    |
| 26/09     | 10:20     | TPE      | ✓  | ✗  | MDV    |

#### Bảng D
| D | Đội      | ID  |       | T     | B    | Tỉ lệ   |  | Kết quả |
| 1 | Ma Cao   | MAC | 1 - 0 | 1 - 0 | 100% | Tứ kết  |  |         |
| 2 | Thái Lan | THA | 0 - 1 | 0 - 1 | 0%   | Bị loại |  |         |

| Thời gian | Thời gian | Đội xanh | vs | vs | Đội đỏ |
| --------- | --------- | -------- | -- | -- | ------ |
| 26/09     | 08:00     | MAC      | ✓  | ✗  | THA    |

## Vòng loại trực tiếp
- 8 đội bao gồm: 4 đội nhất các bảng ở vòng bảng và 4 đội đứng đầu 4 khu vực tại giải đấu Road to Asian Games :
  - Đông Á:  Trung Quốc
  - Đông Nam Á:  Malaysia
  - Trung và Nam Á:  Ấn Độ
  - Tây Á:  Ả Rập Xê Út.
- Phiên bản thi đấu : 13.12
- Thể thức thi đấu:
  - Tất cả các trận đấu đều là Loại trực tiếp & BO3 (Best Of Three - Thắng trước 2/3 trận).

|  | Tứ kết            | Tứ kết            | Tứ kết            |                   |                   | Bán kết           | Bán kết  | Bán kết |            |              | Chung kết    | Chung kết    | Chung kết |  |
|  |                   |                   |                   |                   |                   |                   |          |         |            |              |              |              |           |  |
|  | Ả Rập Xê Út       | Ả Rập Xê Út       | 0                 |                   |                   |                   |          |         |            |              |              |              |           |  |
|  | Ả Rập Xê Út       | Ả Rập Xê Út       | 0                 |                   |                   |                   |          |         |            |              |              |              |           |  |
|  | Hàn Quốc          | Hàn Quốc          | 2                 |                   |                   |                   |          |         |            |              |              |              |           |  |
|  | Hàn Quốc          | Hàn Quốc          | 2                 |                   | Hàn Quốc          | Hàn Quốc          | 2        |         |            |              |              |              |           |  |
|  |                   |                   |                   |                   | Hàn Quốc          | Hàn Quốc          | 2        |         |            |              |              |              |           |  |
|  |                   |                   | Trung Quốc        | Trung Quốc        | 0                 |                   |          |         |            |              |              |              |           |  |
|  | Trung Quốc        | Trung Quốc        | Trung Quốc        | Trung Quốc        | 0                 | 2                 |          |         |            |              |              |              |           |  |
|  | Trung Quốc        | Trung Quốc        |                   |                   |                   |                   |          |         |            |              |              |              |           |  |
|  | Ma Cao            | Ma Cao            | 0                 |                   |                   |                   |          |         |            |              |              |              |           |  |
|  | Ma Cao            | Ma Cao            | 0                 |                   | Hàn Quốc          | Hàn Quốc          | 2        |         |            |              |              |              |           |  |
|  |                   |                   |                   |                   |                   |                   |          |         |            |              |              |              |           |  |
|  |                   |                   | Đài Bắc Trung Hoa | Đài Bắc Trung Hoa | 0                 |                   |          |         |            |              |              |              |           |  |
|  | Malaysia          | Malaysia          | Đài Bắc Trung Hoa | Đài Bắc Trung Hoa | 0                 | 0                 |          |         |            |              |              |              |           |  |
|  | Malaysia          | Malaysia          |                   |                   |                   | 0                 |          |         |            |              |              |              |           |  |
|  | Đài Bắc Trung Hoa | Đài Bắc Trung Hoa | 2                 |                   |                   |                   |          |         |            |              |              |              |           |  |
|  | Đài Bắc Trung Hoa | Đài Bắc Trung Hoa | 2                 |                   | Đài Bắc Trung Hoa | Đài Bắc Trung Hoa | 2        |         |            | Tranh hạng 3 | Tranh hạng 3 | Tranh hạng 3 |           |  |
|  |                   |                   |                   |                   | Đài Bắc Trung Hoa | Đài Bắc Trung Hoa | 2        |         |            |              |              |              |           |  |
|  |                   |                   | Việt Nam          | Việt Nam          | 0                 |                   |          |         |            |              |              |              |           |  |
|  | Ấn Độ             | Ấn Độ             | Việt Nam          | Việt Nam          | 0                 | 0                 |          |         | Trung Quốc | Trung Quốc   | 2            |              |           |  |
|  | Ấn Độ             | Ấn Độ             |                   |                   |                   |                   |          |         | Trung Quốc | Trung Quốc   | 2            |              |           |  |
|  | Việt Nam          | Việt Nam          | 2                 |                   |                   | Việt Nam          | Việt Nam | 1       |            |              |              |              |           |  |

### Tứ kết
- Địa điểm: Trung tâm Thể thao Điện tử Hàng Châu, Hàng Châu, Chiết Giang, Trung Quốc.
- Đội chiến thắng sẽ tiến vào Bán Kết, đội thua bị loại.

#### Tứ kết 1
- Thời gian: 08:00 - 27 tháng 09 (UTC+7).

| BO3 | Ả Rập Xê Út | 0 | 2 | Hàn Quốc |

#### Tứ kết 2
- Thời gian: 08:00 - 27 tháng 09 (UTC+7).

| BO3 | Trung Quốc | 2 | 0 | Ma Cao |

#### Tứ kết 3
- Thời gian: 13:00 - 27 tháng 09 (UTC+7).

| BO3 | Malaysia | 0 | 2 | Đài Bắc Trung Hoa |

#### Tứ kết 4
- Thời gian: 13:00 - 27 tháng 09 (UTC+7).

| BO3 | Ấn Độ | 0 | 2 | Việt Nam |

### Bán kết
- Địa điểm: Trung tâm Thể thao Điện tử Hàng Châu, Hàng Châu, Chiết Giang, Trung Quốc.
- Đội chiến thắng sẽ tiến vào Chung Kết, đội thua sẽ tiến vào Tranh hạng 3.

#### Bán kết 1
- Thời gian: 08:00 - 28 tháng 09 (UTC+7).

| BO3 | Hàn Quốc | 2 | 0 | Trung Quốc |

#### Bán kết 2
- Thời gian: 13:00 - 28 tháng 09 (UTC+7).

| BO3 | Đài Bắc Trung Hoa | 2 | 0 | Việt Nam |

### Tranh hạng 3
- Địa điểm: Trung tâm Thể thao Điện tử Hàng Châu, Hàng Châu, Chiết Giang, Trung Quốc.
- Thời gian: 13:00 - 29 tháng 09 (UTC+7).

| BO3 | Trung Quốc | 2 | 1 | Việt Nam |

### Chung kết
- Địa điểm: Trung tâm Thể thao Điện tử Hàng Châu, Hàng Châu, Chiết Giang, Trung Quốc.
- Thời gian: 18:00 - 29 tháng 09 (UTC+7).

| BO3 | Hàn Quốc | 2 | 0 | Đài Bắc Trung Hoa |

## Thống kê thông số
| Tổng số trận đấu đã diễn ra:                       | 27                            |
| Thời lượng trung bình:                             | 22'47                         |
| Số điểm hạ gục trung bình/trận:                    | 25                            |
| Trận đấu có thời gian ngắn nhất:                   | VIE vs IND ( 16'07)           |
| Trận đấu có thời gian dài nhất:                    | CHN vs KOR ( 36'41)           |
| Trận đấu có nhiều điểm hạ gục nhất:                | PLE vs VIE (36 ĐHG)           |
| Tuyển thủ có KDA cao nhất:                         | KOR JUNG Ji-hoon (49 KDA)     |
| Tuyển thủ có chỉ số lính trung bình/phút cao nhất: | JPN Yuta Sugiura (11.36 CS/M) |
| Tổng số tướng đã được sử dụng:                     | 75                            |
| Tướng bị cấm nhiều nhất:                           | LeBlanc (24 lượt)             |
| Tướng được chọn nhiều nhất:                        | Xayah (16 lượt)               |

| Tổng số trận đấu đã diễn ra:                       | 27                            |
| Thời lượng trung bình:                             | 22'47                         |
| Số điểm hạ gục trung bình/trận:                    | 25                            |
| Trận đấu có thời gian ngắn nhất:                   | VIE vs IND ( 16'07)           |
| Trận đấu có thời gian dài nhất:                    | CHN vs KOR ( 36'41)           |
| Trận đấu có nhiều điểm hạ gục nhất:                | PLE vs VIE (36 ĐHG)           |
| Tuyển thủ có KDA cao nhất:                         | KOR JUNG Ji-hoon (49 KDA)     |
| Tuyển thủ có chỉ số lính trung bình/phút cao nhất: | JPN Yuta Sugiura (11.36 CS/M) |
| Tổng số tướng đã được sử dụng:                     | 75                            |
| Tướng bị cấm nhiều nhất:                           | LeBlanc (24 lượt)             |
| Tướng được chọn nhiều nhất:                        | Xayah (16 lượt)               |

| Tuyển thủ          | Vị trí     | Trận đấu   | Tướng sử dụng |
| ------------------ | ---------- | ---------- | ------------- |
| VIE Trần Quốc Hưng | Đường dưới | VIE vs IND | Xayah         |

## Danh sách huy chương
|           | Vàng                                                                                                   | Bạc | Đồng                                                                                      |
| --------- | --- | --- | ----------------------------------------------------------------------------------------- |
| Đội tuyển | Hàn Quốc · Choi Woo-je · Seo Jin-hyeok · Lee Sang-hyeok · Jung Ji-hoon · Park Jae-hyeok · Ryu Min-seok | Đài Bắc Trung Hoa · Su Chia-hsiang · Xu Shih-chieh · Hung Hao-hsuan · Chu Chun-lan · Chiu Tzu-chuan · Hu Shuo-chieh | Trung Quốc · Chen Ze-bin · Zhao Li-jie · Peng Li-xun · Zhuo Ding · Zhao Jia-hao · Tian Ye |

## Thứ hạng chung cuộc
| Thứ hạng | Đội tuyển         |
| 1        | Hàn Quốc          |
| 2        | Đài Bắc Trung Hoa |
| 3        | Trung Quốc        |
| 4        | Việt Nam          |
| 5–8      | Ả Rập Xê Út       |
| 5–8      | Ma Cao            |
| 5–8      | Malaysia          |
| 5–8      | Ấn Độ             |
| 9–12     | Hồng Kông         |
| 9–12     | Nhật Bản          |
| 9–12     | UAE               |
| 9–12     | Thái Lan          |
| 13–15    | Kazakhstan        |
| 13–15    | Palestine         |
| 13–15    | Maldives          |